# Жорж Брежі
Жорж Брежі (фр. Georges Bregy, нар. 17 січня 1958, Рарон) — швейцарський футболіст, що грав на позиціях нападника і півзахисника, зокрема, за клуб «Янг Бойз», а також національну збірну Швейцарії.
По завершенні ігрової кар'єри — тренер.

## Клубна кар'єра
У дорослому футболі дебютував 1975 року виступами за команду «Рарон» з рідного однойменного міста, в якій провів чотири сезони. 
1979 року гравця третьолігового клубу помітили і запросили до своєї команди представники вищолігового «Сьйона». у першому ж сезоні після переходу Брежі допоміг своїй новій команді перемогти у розіграші Кубка Швейцарії, за два роки повторив цей успіх, а в сезоні 1983/84 з 21 голом став найкращим бомбардиром чемпіонату Швейцарії.
У статусі найкращого бомбардира національної першості 1984 року приєднався до лав «Янг Бойз», у складі якого продовжував регулярно забивати, а в сезоні 1985/86 допоміг команді здобути перемогу у чемпіонаті.
Згодом, провівши ще півтора сезони у «Сьйоні», наприкінці 1987 року опинився у друголіговому «Мартіньї», проте вже за півроку повернувся до елітного швейцарського дивізіону, де два роки захищав кольори «Лозанни». 
1990 року повернувся до лав «Янг Бойз», за який відіграв ще чотири сезони. На той час його результативність впала, проте він залишався важливим елементом тактичної побудови команди. Завершив професійну кар'єру футболіста виступами за «Янг Бойз» у 1994 році.

## Виступи за збірну
1984 року дебютував в офіційних матчах у складі національної збірної Швейцарії. Протягом кар'єри у національній команді, яка тривала 11 років, провів у її формі 54 матчі, забивши 11 голів.
Був основним гравцем збірної на чемпіонаті світу 1994 року у США. Взяв участь в усіх чотирьох матчах швейцарців на турнірі, на якому вони припинили боротьбу на стадії 1/8 фіналу. Забив на мундіалі один гол, який став першим голом турніру, оскільки був забитий у грі-відкритті чемпіонату, в якій швейцарцям протистояла команда його господарів (завершилася унічию 1:1).

## Кар'єра тренера
Розпочав тренерську кар'єру відразу ж по завершенні кар'єри гравця, 1994 року, очоливши тренерський штаб свого першого клубу «Рарон». За рік вже тренував  «Лозанну».
Згодом у його тренерській кар'єрі були «Цюрих» і «Тун», а останнім місцем тренерської роботи був нижчоліговий клуб «Штефа», головним тренером команди якого Жорж Брежі був протягом 2004 року.

## Титули і досягнення
- Чемпіон Швейцарії (1):

«Янг Бойз»: 1985-86
- Володар Кубка Швейцарії (2):

«Сьйон»: 1979-80, 1981-82